# Józef Niemirycz (zm. 1802)
Józef Niemirycz herbu Klamry (ur. ok. 1740, zm. 18 czerwca 1802 w Warszawie) – podstoli stężycki w latach 1780–1793, cześnik stężycki w latach 1778–1780, poseł województwa sandomierskiego na Sejm Czteroletni w 1790.
Komornik graniczny wiślicki, był elektorem z województwa sandomierskiego Stanisława Augusta Poniatowskiego. 
Był członkiem konfederacji radomskiej (1767). 30 maja 1789 został komisarzem Sejmu Czteroletniego z powiatu radomskiego województwa sandomierskiego do szacowania intrat dóbr ziemskich. Figurował na liście posłów i senatorów posła rosyjskiego Jakowa Bułhakowa w 1792, która zawierała zestawienie osób, na które Rosjanie mogą liczyć przy rekonfederacji i obaleniu dzieła 3 maja. W 1790 był członkiem Komisji Porządkowej Cywilno-Wojskowej dla powiatu radomskiego województwa sandomierskiego. Był konsyliarzem województwa sandomierskiego w konfederacji targowickiej. W maju 1793 wyznaczony przez konfederację targowicką do sądów ultimae instantiae.
19 maja 1790 został kawalerem Orderu Świętego Stanisława. 

## Życiorys
Był synem Augusta Niemirycza, kasztelana połanieckiego, i Barbary Łajszczewskiej, córki Mikołaja Łaściszewskiego vel. Łajszczewskiego. Był wnukiem Władysława Niemirycza, kasztelana połanieckiego. W 1792, po długim procesie, przejął w posiadanie i używanie dobra Dolecko, fortunę rodu Łajszczewskich.
W 1794 mieszkał z rodziną w Staropolu (obecnie przysiółek Starego Łajszczewa). Jego żoną była Franciszka z Błociszewskich, córka generała Tadeusza Błociszewskiego. 
Miał czterech synów: Leopolda Tadeusza, Ignacego, Antoniego i Wincentego oraz córki Agnieszkę, Wiktorię i Teodozję.
Wspólnie z żoną ufundował kościół w Jeruzalu.